# Sexuální zneužívání v římskokatolické církvi v Česku
Sexuální zneužívání v římskokatolické církvi v Česku zahrnuje několik desítek známých případů zneužívání dětí a nekonsensuálních sexuálních aktivit ze strany římskokatolických duchovních nebo církevních pracovníků. Představitelé římskokatolické církve v Česku začali situaci řešit až po roce 2011 na popud Kongregace pro nauku víry. Roku 2015 Česká biskupská konference stanovila pravidla prevence a vyšetřování případů zneužívání a roku 2019 zřídila kontaktní místo na pomoc obětem sexuálního zneužívání.

## Přehled medializovaných případů sexuálního zneužívání
Seřazeno podle data medializace.
| Pachatel                            | Postavení pachatele | Církevní jurisdikce              | Datum činu           | Místo činu                               | Datum medializace | Popis případu | Církevní trest                                                                                               | Světský trest |
| ----------------------------------- | ------------------- | -------------------------------- | -------------------- | ---------------------------------------- | ----------------- | --- | --- | --- |
| Richard Samek (1929–1998)           | diecézní kněz       | Diecéze brněnská                 | před 1997            | Horní Bojanovice                         | 1997              | zneužívání desetiletí dívky | 1997 penzionován                                                                                             | 1997 trest odnětí svobody s podmíněným odkladem |
| Pavel Smejkal                       | diecézní kněz       | Diecéze královéhradecká          | před 1998            | Dolní Kalná, Plotiště nad Labem          | 1998              | pohlavní zneužívání tří nezletilých chlapců, ohrožování mravní výchovy mládeže | přeložení na jiné působiště, 1998 suspenze                                                                   | 1998 odsouzen na 4 roky vězení nepodmíněně, zákaz činnosti s mládeží |
| Jan Slíva                           | diecézní kněz       | Arcidiecéze olomoucká            | 1987 ?               | Prusinovice                              | 2000              | pohlavní zneužívání mladistvých | přeložení na jiné působiště, ještě 2025 v duchovní službě                                                    | 1987 odsouzen podmíněně |
| František Merta                     | diecézní kněz       | Arcidiecéze olomoucká            | 90. léta             | Napajedla, Spytihněv, Pačlavice, Holešov | 2000              | pohlavní zneužívání nezletilých ministrantů | přeložení na jiné působiště, v duchovní službě do 2025                                                       | 2001 odsouzen na 2 roky vězení s podmíněným odkladem, zákaz práce s mládeží |
| Zbyněk Schneider                    | řádový kněz         | Salesiáni Dona Boska             | 2004–2006            | Salesiánské středisko mládeže v Plzni    | 2008              | zneužívání dětí, šíření dětské pornografie | ? (další činnost v církevním prostředí nelze doložit)                                                        | 2008 odsouzen na 2 roky vězení s podmíněným odkladem, zákaz činnosti s dětmi |
| Jiří Janota                         | diecézní kněz       | Diecéze plzeňská                 | před 2006, 2010–2012 | ?                                        | 2012              | pohlavní zneužívání nezletilých | suspenze | 2006 odsouzen na 2 roky vězení s podmíněným odkladem, po recidivě 2012 odsouzen na 3 roky vězení nepodmíněně                                                                                 |
| Erik Tvrdoň                         | diecézní kněz       | Diecéze královéhradecká          | 2006–2013            | Havlíčkobrodsko                          | 2014              | pohlavní zneužívání, sexuální nátlak | suspenze | 2016 odsouzen na 3 roky vězení, zákaz práce s dětmi |
| Vladimír Krejsa (1950–2016)         | diecézní kněz       | Arcidiecéze olomoucká            | 2011–2014            | Přerov                                   | 2015              | pohlavní zneužívání 16 chlapců | v době medializace již mimo duchovní službu, v důchodu                                                       | 2016 nepravomocně odsouzen, trestní řízení zastaveno kvůli úmrtí pachatele |
| anonymní osoba                      | kněz                | ?                                | od 1987              | ?                                        | 2018              | pohlavní zneužívání chlapce, obětí Jan Kylar | ? | promlčeno |
| Vendelín Zboroň                     | diecézní kněz       | Diecéze českobudějovická         | 1991–1999            | ?                                        | 2019              | sexuální zneužívání žen | 2019 suspenze                                                                                                | promlčeno |
| Vincent Stanislav Golis (1950–2005) | řádový kněz         | Řád bratří kazatelů (dominikáni) | 1991–1994            | Praha                                    | 2019              | pohlavní zneužívání mladistvého | 1995 přeložení na jiné působiště (Slovensko), před 2005 připravován kanonický proces                         | promlčeno |
| J. H. a další čtyři anonymní osoby  | řádoví kněží        | Řád bratří kazatelů (dominikáni) | cca 1990–2005        | Praha                                    | 2019              | zneužívání dětí, sexuální delikty vůči zletilým | suspenze | promlčeno |
| Pavel Krejčí                        | řádový kněz         | Salesiáni Dona Boska             | 90. léta             | jižní Morava                             | 2021              | pohlavní zneužívání nezletilých osob, případ zveřejnila Jiřina Kočí jako jedna z obětí | 2020 suspenze, po kanonickém trestním procesu 2024 trvale propuštěn z kněžského stavu, 2025 propuštěn z řádu | promlčeno |
| Josef Kopecký                       | řádový kněz         | Salesiáni Dona Boska             | 80.–90. léta         | ?                                        | 2023              | sexuální obtěžování nezletilých | 2019 zahájen kanonické vyšetřování, 2022 zákaz práce s nezletilými osobami, izolace                          | promlčeno |
| T. Ž.                               | diecézní kněz       | Diecéze brněnská                 | před 2023            | ?                                        | 2023              | zneužití dospělé ženy | 2023 zahájeno kanonické vyšetřování, výsledek nezveřejněn                                                    | podrobnosti o trestu neuveřejněny |
| P. V. K.                            | řádový kněz         | Řád bosých karmelitánů           | 2008–2009            | Praha                                    | 2025              | nekonsensuální sexuální aktivity učitele Katolické teologické fakulty Univerzity Karlovy se studentkou                                                                                           | preventivní suspenze                                                                                         | Orgány činné v trestním řízení prokázaly nekonsensuální sexuální aktivity, nevyhodnotily je však jako trestný čin, 2025 Ústavní soud ČR vrátil případ zpět k došetření zneužití bezbrannosti |
| anonymní osoba                      | laický zaměstnanec  | Diecéze plzeňská                 | před 2025            | ?                                        | 2025              | sexuální obtěžování, původně pedagog, 2007 odsouzen za pohlavní zneužívání a ohrožování mravní výchovy mládeže, v době přijetí do pracovního poměru na biskupství již měl čistý trestní rejstřík | 2025 zahájeno kanonické vyšetřování, pachatel preventivně uvolněn z pastorační činnosti                      | ? |

Podle České biskupské konference bylo v období od roku 1990 do února 2019 Česku odsouzeno deset kněží za sexuální delikty (nejen s nezletilými).

## Další sexuální skandály
V roce 2022 kněz ze Želivského kláštera na Vysočině Tomáš Plavnický v rámci sexuálních hrátek jinému muži zaživa a bez anestézie uřízl varle. Soud mu uložil podmíněný trest a povinné psychiatrické léčení ústavní formou.
Na začátku roku 2019 byl zproštěn viny odsouzený salvatorián P. Adam Stanislav Kuszaj, který působil ve farnosti Javorník.
Pater Kuszaj byl odsouzen soudcem Milošem Kubíčkem v roce 2011 k trestu odnětí svobody na půl roku s podmíněným odkladem na dva roky pohlavní zneužití šestnáctiletého ministranta. Odsouzení proběhlo na základě nevěrohodné výpovědi a znaleckého posudku Vlasty Kulíškové. Soudce během prvního procesu nepřipustil návrh obhajoby na vypracování revizního znaleckého posudku. Na konci roku 2013 se bývalý ministrant přiznal, že si vše vymyslel, aby od kněze vysoudil odškodné 200 tisíc korun. Okresní soud v Jeseníku dovolil otevření procesu v listopadu 2016 a první jednání bylo dne 10. května 2017. Stejný soudce nechal vypracovat revizní posudek, na jehož základě byl duchovní 13. února 2019 osvobozen. Celá záležitost byla postoupena církevním představeným, kteří řeší jeho návrat do kněžské služby. Osvobozený kněz bývalému ministrantovi křivé obvinění odpustil, ale je možné že případ bude mít dohru v trestněprávní rovině.
 Tento případ vzbudil ohlas např. v Itálii a ve Vietnamu.
V říjnu 2019 byl medializován případ Marcela Puváka, který chtěl mít v Polsku homosexuální styk s mladým mužem.

## Liknavý přístup církevních představitelů
V souvislosti s některými případy byli církevní představitelé silně kritizování, že o případech sexuálního zneužívání věděli již delší dobu před medializací a že k ráznějším opatřením přistoupili až po zveřejnění případů.

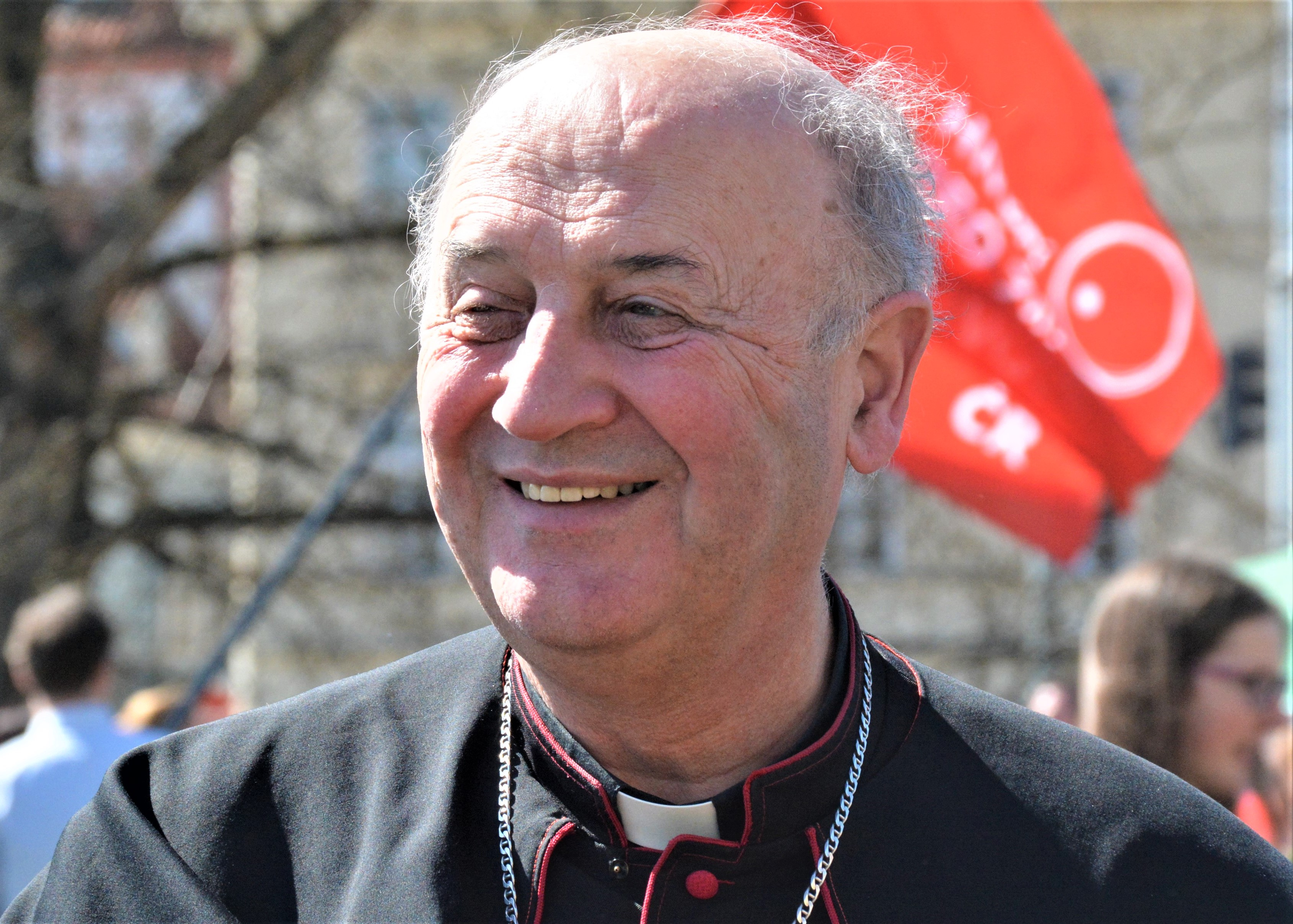
Jan Graubner, olomoucký arcibiskup (1992–2022)

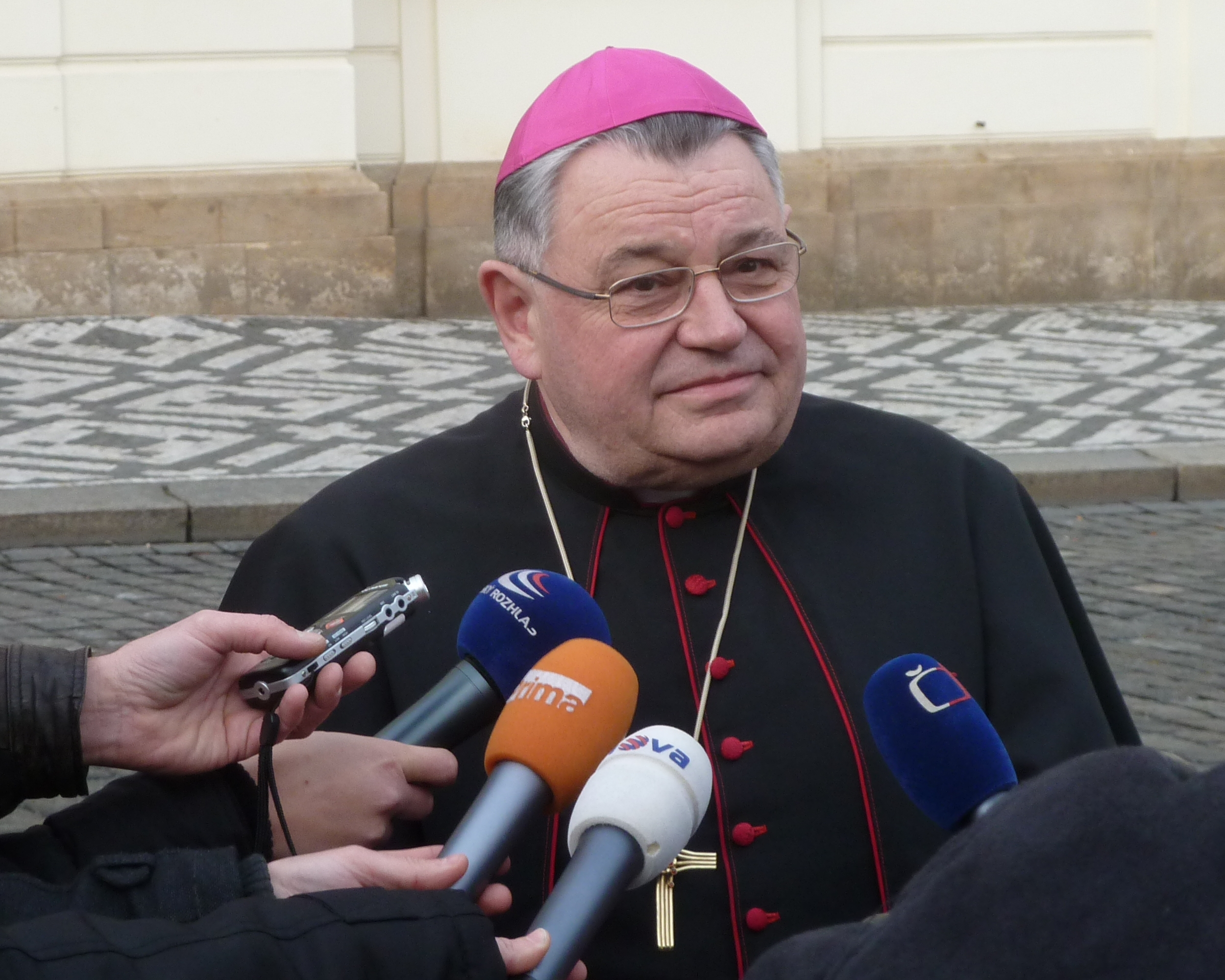
Dominik Duka, bývalý představený dominikánů a pražský arcibiskup (2010–2022)

V souvislosti s případem Františka Merty podal Václav Novák, tehdejší student bohosloví, v květnu 2000 trestní oznámení na arcibiskupa Jana Graubnera, že o zneužívání dětí věděl a nic proti němu nedělal. Arcibiskup přesouval Mertu z jednoho konce arcidiecéze na druhý vždy, když se objevily hlasitější stížnosti. Později se hájil tím, že nemohl suspendovat kněze, který vše popřel, bez důkazů a že nebylo jeho věcí podávat trestní oznámení o věci, o níž věděl jen z druhé ruky. Policie trestní oznámení na arcibiskupa odložila jako bezpředmětné.
Zneužívaný muž, který roku 2019 anonymně vypověděl o zneužívání v dominikánském řádu v letech 1991–1994, uvedl, že o zneužívání řekl Dominiku Dukovi, v té době představenému řádu dominikánů, ten mu ale nevěřil a kněze nechal dál v řádu působit. Duka potvrdil, že se mu tento muž svěřil, vnímal to tehdy ale jako tvrzení proti tvrzení. Později se ukázalo, že daný kněz v dalších letech zneužíval další mladíky, za což byl v roce 2004 v rámci církve souzen a vyloučen z řádu. V roce 2007 zemřel. Policie Duku vyslechla a její závěr byl, že Duka se trestného činu nedopustil. Ústavní soud ale konstatoval, že muž, který byl zneužíván, měl jako oběť oprávněné očekávání, že mu Duka s jeho problémem pomůže.
Po medializaci případu Vendelína Zboroně roku 2019 bývalý generální sekretář České biskupské konference Tomáš Holub, prohlásil, že o deliktech věděl i primas český Dominik Duka. Duka odmítl, že by církev něco tajila, ale připustil, že by bývalo bylo vhodné postupovat rychleji. Policie řešila i trestní oznámení na českobudějovické biskupství pro podezření z nečinnosti biskupů Jiřího Paďoura a Vlastimila Kročila, žádnou trestní odpovědnost však neshledala (mimo jiné i proto, že Paďour již zemřel a že Zboroňovo jednání bylo promlčeno).

## Přijatá církevní opatření a další iniciativy
Představitelé římskokatolické církve v Česku se vůči sexuálnímu násilí stavěli poměrně benevolentně, pachatele nechávali dále působit v církevní službě a jen je trestali přeložením do jiné farnosti. Církevní představitelé začali problém sexuálního zneužívání systematičtěji řešit, až když v květnu 2011 Kongregace pro nauku víry vyzvala biskupské konference k vypracování směrnice pro postup v případech pohlavního zneužívání nezletilých duchovními. Česká biskupská konference a Konference vyšších řeholních představených takovou směrnici vydala roku 2015. Podle této směrnice mají být kandidáti na kněžství upozorňováni na závažnost trestného činu zneužívání nezletilých, případně i podrobování psychologickému vyšetření. Vzděláváni mají být i stávající duchovní a diecézní biskupové mají duchovní, kteří na sobě pozorují sklony ke zneužívání nezletilých, vyzývat k vyhledání preventivní odborné pomoci. V každé diecézi je vytvořeno kolegium pro šetření nařčení duchovních nebo církevních pracovníků ze zneužívání. Směrnice dále stanoví oznamovací povinnost pro osoby, které mají informace o pohlavním zneužívání duchovními nebo církevními pracovníky. Pokud se nařčení ukáže jako důvodné, informuje biskup státní orgány činné v trestním řízení. Biskup má obětem i promlčených trestných činů zajišťovat duchovní a psychologickou pomoc.
Roku 2019 vznikl webový projekt „Pro čistou církev“ na pomoc obětem trestných a jiných nemorálních činů ze strany církevních zaměstnanců. Česká biskupská konference se od projektu distancovala a v březnu 2019 schválila zřízení kontaktního místa pro oběti zneužívání, které bylo otevřeno k 1. května 2019. Kontaktní místo nabízí duchovní a odbornou sociální péči, také terapeutickou a psychologickou podporu. Klient může využít i orientační právní rady, které mu mohou dopomoci k řešení kauzy sexuálního zneužívání.
Ve stejné době se tématu i v kontextu hnutí Me Too a diskuze o Úmluvě Rady Evropy o prevenci a potírání násilí vůči ženám a domácího násilí (tzv. Istanbulské úmluvě) začala tématem zneužívání v církvi intenzivněji zabývat média. Do té doby vycházely o případech spíše krátké zprávy a oběti zůstávaly skryté. Roku 2018 však Jiří Kylar veřejně vypověděl o své zkušenosti jako oběti zneužívané knězem. Identitu pachatele identitu nechal Kylar skrytou, protože to považuje za uzavřenou věc, sám je s tím vyrovnaný. Svůj případ uveřejnil ve snaze přispět k debatě o sexuálním násilí a k zlepšení situace. Roku 2021 jej jako první žena v Česku následovala Jiřina Kočí, která se ke zveřejnění svého případu rozhodla v reakci na vyjádření Dominika Duky o obětech sexuálního násilí v katolické církvi.
Jiří Kylar roku 2020 založil spolek Někdo ti uvěří, který má vést dialog s církevními institucemi i širokou veřejností, aby se předcházelo případům zneužívání v náboženském prostředí. Spolek zároveň nabízí pomoc nebo její zprostředkování obětem zneužívání. V červnu 2021 tento spolek napsal otevřený dopis Dominiku Dukovi a vyzval jej, aby přestal problém zneužívání v církvi zlehčovat a nepoužíval vůči obětem tvrdý, nekompromisní postoj.